# Allodiaal eigendom en erfelijk bezit
Allodiaal eigendom en erfelijk bezit (vaak kortweg "allodiaal eigendom") is een rechtsverhouding voor bezit van Spaanse oorsprong. 
Allodiaal eigendom is een soort tussenvorm tussen volledig eigendom en eeuwigdurende erfpacht. Het is in feite eigendom met beperkingen. Toen de Spanjaarden zich in West-Indië vestigden, namen ze deze rechtsvorm mee. Andere kolonisatoren namen het principe over. In Nederlands-Guiana waren de beperkingen voornamelijk dat de grond bebouwd moest worden en dat de "eigenaar" een bijdrage moest leveren aan het onderhoud van de kolonie (in de praktijk meestal door het ter beschikking stellen van slaven) en de verdediging van de kolonie.
Het was de Engelsman Francis lord Willoughby of Parham die in 1662 het allodiaal eigendom introduceerde in wat nu Suriname is. De inheemse bevolking werd niets gevraagd. Commandeur Abraham Crijnssen, die de Engelse kolonie voor de Staten van Zeeland in 1667 veroverde, zette de rechtsvorm voort. Kolonisten in Suriname waren vrij om een stuk grond zelf uit te kiezen door het met enkele palen af te bakenen. Hiervoor hoefde niet betaald te worden. Om te bewerkstelligen dat iedereen toegang had tot de rivier, waren er aan een rivieroever afspraken over de breedte van de verworven grond. De overheid legde het vervolgens vast als allodiaal eigendom. Het erfrecht ging automatisch in.
Later kwam de kolonie in bezit van de Sociëteit van Suriname. De Nederlandse Staten-Generaal claimde soevereiniteit en gezag over de kolonie, maar bezat zelf geen grond. De sociëteit wilde de controle over de grond bewaren, maar had wel mensen nodig om ze te bewerken. Het land bleef daarom in allodiaal eigendom uitgegeven worden. Bij niet vervulling van de voorwaarden verviel het land aan de sociëteit. Deze voorwaarden werden in de loop van de tijd steeds uitgebreider en werden vastgehouden in zogenaamde grondbrieven of warranden. 
Mogelijk werd het begrip "allodiaal eigendom" in de kolonie Suriname beïnvloed door het principe van waterschappen dat men uit de Nederlanden kende. Later werd ook land dat aan kleine landbouwers werd verdeeld en zelfs percelen voor woningbouw onder allodiaal eigendom verdeelt. In dit laatste geval bestonden de voorwaarden er dan uit dat op de grond een huis gebouwd moest worden en dat de aanliggende straat en berm onderhouden moesten worden.
Na de opheffing van de Sociëteit van Suriname in 1795 gingen de grondrechten over op de Nederlandse staat en bij de verkrijging van onafhankelijkheid in 1975 op de Republiek Suriname. Verreweg de meeste grond in Suriname is nog steeds uitgegeven volgens het principe van allodiaal eigendom en erfelijk bezit. In de praktijk worden de voorwaarden al eeuwen niet meer strikt gehandhaafd, maar in principe vervalt het volledig eigendom van verwaarloosde of verlaten grond die ooit is uitgegeven in allodiaal eigendom nog altijd aan de staat.